# بی‌بی‌سی فوکوس
بی‌بی‌سی فوکوس(به انگلیسی: BBC Focus) نام مجله‌ای منتشره در بریستول توسط بی‌بی‌سی است که به موضوعات علم و فناوری می‌پردازد.